# Franciszek Peter
Franciszek Peter vel Franz Peter (ur. 8 października 1896 w Wiedniu, zm. 1968 w Warszawie) – austriacki lotnik wojskowy i inżynier – porucznik cesarskiego i królewskiego Lotnictwa, major pilot Wojska Polskiego, as myśliwski z I wojny światowej, kawaler Orderu Virtuti Militari.

## Życiorys

### Służba w Cesarskim i Królewskim Lotnictwie
Franz Peter urodził się w Wiedniu jako syn Franciszka i Marii z d. Kossak, w rodzinie pochodzącej z Zaolzia. Podczas I wojny światowej służył w lotnictwie austro-węgierskim. Początkowo latał na samolotach rozpoznawczych, następnie ukończył szkolenie pilota myśliwskiego i od wiosny służył w eskadrze myśliwskiej Flik 3/J (Fliegerkompagnie 3/J) na froncie austriacko-włoskim, m.in. ze Stefanem Stecem. Latał w niej na myśliwcach Albatros D.III (Oef). Wojnę zakończył w stopniu porucznika (Oberleutnant).

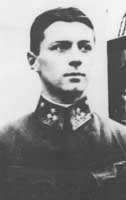
Franz Peter – pilot w lotnictwie austro-węgierskim (ok. 1918)

16 lipca 1918 Peter w składzie klucza ze Stefanem Stecem i F. Navratilem odniósł dwa pierwsze zwycięstwa, nad myśliwcami włoskimi Hanriot HD.1 nad Val del Concei w rejonie jeziora Garda. 4 sierpnia 1918 zestrzelił włoski szybki bombowiec SVA-5 (sierż. Bartolomeo Arrigoni), a 20 sierpnia  i 17 września samoloty rozpoznawcze Pomilio, zyskując status asa (17 września prawdopodobnie zestrzelił poległego w tym dniu dowódcę 134. eskadry włoskiej, kapitana obs. Adriano Barone). 7 października 1918 zestrzelił szósty samolot – brytyjski myśliwiec Sopwith Camel (E1498 z 66 Sqn RAF, pilot 2/Lt GR Leighton) k. Trydentu.

### Służba w Wojsku Polskim i praca konstruktora silników
sekcja wymaga uzupełnienia
Po zakończeniu I wojny światowej pracował jako pilot komunikacyjny, na linii Wiedeń–Budapeszt. Na skutek spotkania w Wiedniu ze Stefanem Stecem, na początku 1919 roku Peter przyjechał do Polski i zdecydował wstąpić do polskiego lotnictwa wojskowego (początkowo nie znał przy tym języka polskiego). Służył bojowo najpierw w 6 Eskadrze Wywiadowczej we Lwowie, broniącej miasta przed oddziałami ukraińskimi podczas wojny polsko-ukraińskiej. Latał tam jako pilot samolotów rozpoznawczych, zazwyczaj w załodze z obserwatorem Stanisławem Pietruskim. 6 marca 1919 miał wypadek na samolocie Albatros C.XII na skutek awarii silnika, lecz nie odniósł większych obrażeń. Brał udział w kilku lotach szturmowych atakując pozycje ukraińskie z broni pokładowej, a 30 kwietnia 1919 z Pietruskim rozpędził obsługę dwóch dział ukraińskich, zdobytych następnie przez Polaków. 14 maja 1919 został ranny w nogę podczas lotu szturmowego na pozycje piechoty pod Kulikowem i do połowy czerwca przebywał w szpitalu.
Brał następnie udział w wojnie polsko-bolszewickiej, m.in. od 4 lutego do marca 1920 tymczasowo dowodził 6 eskadrą wywiadowczą, działającą w rejonie Tarnopola.
Po zakończeniu działań wojennych pełnił służbę w Centralnych Zakładach Lotniczych, a następnie w Instytucie Badań Technicznych Lotnictwa na stanowisku kierownika oddziału silników. W 1929 skonstruował, mało udany, silnik gwiazdowy Peterlot (80 KM), zbudowany w liczbie 9 sztuk. Równocześnie pozostawał oficerem nadetatowym 2 pułku lotniczego w Krakowie. Z dniem 31 marca 1933 przeniesiony został w stan nieczynny na okres 12 miesięcy. Z dniem 31 sierpnia 1934 przeniesiony został w stan spoczynku.
Był następnie dyrektorem technicznym Wytwórni Maszyn Precyzyjnych „Avia”. W 1933 z A. Seńkowskim skonstruował w PZInż silnik rzędowy PS-II Petersen (90 KM) – zbudowano 11 sztuk, a w 1934 zaprojektował w Avii 4-cylindrowe silniki rzędowe Avia P-4 (100 KM) i Avia 3 (63 KM).
Zmarł w 1968 w Warszawie.

## Awanse
- kapitan – zweryfikowany ze starszeństwem z 1 lipca 1919 (w 1924 zajmował 2 lokatę w korpusie oficerów aeronautyki)
- major – 18 lutego 1928 ze starszeństwem z 1 stycznia 1928 i 12 lokatą w korpusie oficerów aeronautyki

## Ordery i odznaczenia
- Krzyż Srebrny Orderu Wojskowego Virtuti Militari nr 8087 (27 lipca 1922)[13]
- Krzyż Walecznych (dwukrotnie)[14]
- Polowa Odznaka Pilota nr 30 (11 listopada 1928)[15]
- Order Korony Żelaznej (Austro-Węgry)
- Krzyż Zasługi Wojskowej (Austro-Węgry)
- Medal Zasługi Wojskowej „Signum Laudis” (Austro-Węgry)
- Medal Waleczności (Austro-Węgry)